# توميسلاف شاريتش
توميسلاف شاريتش هو لاعب كرة قدم كرواتي في مركز الوسط، ولد في 24 يوليو 1990 في برجيتسي في سلوفينيا. شارك مع منتخب كرواتيا تحت 21 سنة لكرة القدم. أما مع النوادي، فقد لعب مع إنتر زابرشيتش ونادي أوسييك ونادي بارما ونادي بيستويسي ونادي كروتوني.

## وصلات خارجية
- توميسلاف شاريتش على موقع الاتحاد الأوربي (الإنجليزية)
- توميسلاف شاريتش على موقع اتحاد كرواتيا (الكرواتية)
- توميسلاف شاريتش على موقع قاعدة بيانات كرة القدم.إي يو (الإنجليزية)
- توميسلاف شاريتش على موقع Soccerway.com (الإنجليزية)